# 31489 Matthewchun
31489 Matthewchun è un asteroide della fascia principale. Scoperto nel 1999, presenta un'orbita caratterizzata da un semiasse maggiore pari a 2,4067139 UA e da un'eccentricità di 0,0985692, inclinata di 6,84132° rispetto all'eclittica.